# Marquesado de Rubalcava
El título nobiliario de Marqués de Rubalcava fue concedido por Alfonso XII mediante Real Decreto del 4 de febrero de 1878 a favor de Joaquín Gutiérrez de Rubalcava y Casal, Almirante de la Armada y Ministro de Marina.

### Marqueses de Rubalcava

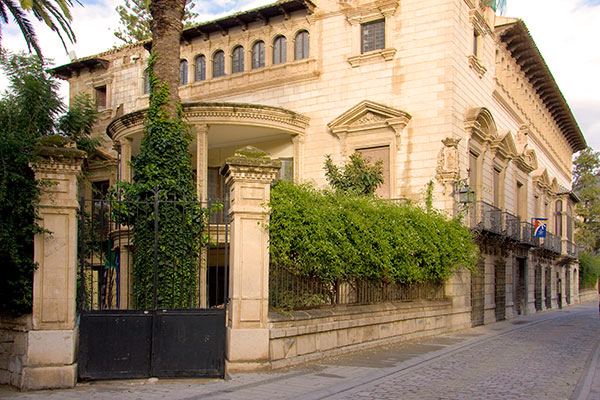
Palacio de Rubalcava

|                          | Titular                                              | Periodo                  |
| Creación por Alfonso XII | Creación por Alfonso XII                             | Creación por Alfonso XII |
| ------------------------ | ---------------------------------------------------- | ------------------------ |
| I                        | Joaquín Gutiérrez de Rubalcava y Casal               | 1878-1881                |
| II                       | María Teresa Gutiérrez de Rubalcava y Casal          | 1883 -1900               |
| III                      | Joaquín Roca de Togores y Pérez de Meca              | 1900-1910                |
| IV                       | María de la Piedad Roca de Togores y Roca de Togores | 1910-1960                |
| V                        | Eduardo de Almunia y Roca de Togores                 | 1960-1976                |
| VI                       | Isabel de Almunia y López de Segredo                 | 1977-actualidad          |